# ديفيد هال (سياسي أمريكي)
ديفيد هال (بالإنجليزية: David Hall)‏ هو محامي وضابط وسياسي أمريكي، ولد في 20 أكتوبر 1930 في أوكلاهوما سيتي في الولايات المتحدة، وتوفي في 6 مايو 2016 في سان دييغو في الولايات المتحدة بسبب سكتة. حزبياً، نشط في الحزب الديمقراطي. وقد انتخب حاكم أوكلاهوما ‏ (11 يناير 1971 – 13 يناير 1975).